# International Interior Design Association
Die International Interior Design Association (IIDA) (Internationaler Verband für Innenarchitektur) ist der weltweite Dachverband von Innenarchitekten mit Sitz in Chicago. Der Verband entstand 1994 aus dem Zusammenschluss des Institute of Business Designers, der International Society of Interior Designers und des Council of Federal Interior Designers. Er unterstützt heute Designer, Branchenverbände, Pädagogen, Studenten, Firmen und ihre Kunden durch ein Netzwerk von 15'000 Mitgliedern in 58 Ländern. Aktueller Präsident des Verbandes ist der Texaner James Kerrigan.